# Rivière Baudette
La rivière Baudette est un affluent de la rivière à la Pluie coulant dans le nord du Minnesota dans les États-Unis. Ses eaux rejoignent par la suite la Baie d'Hudson en passant par le Lac des Bois, la rivière Winnipeg, le Lac Winnipeg et le Fleuve Nelson. 

## Géographie
La rivière Baudette coule dans une région plate formée par l'ancien lit du Lac Agassiz.
La totalité du cours de la rivière est comprise dans la partie est du Comté du Lake of the Woods. La rivière coule selon une direction nord-nord-est et rejoint la rivière à la Pluie à Baudette, juste en face de Rainy River (Ontario), à environ 19 km au sud-ouest du Lac des Bois.